# Hanako, principessa Hitachi
Hanako, principessa Hitachi  (常陸宮正仁親王妃華子?, Hitachi no miya Hanako shinnō-hi), nata Hanako Tsugaru (津軽華子?, Tsugaru Hanako) (Tokyo, 19 luglio 1940) è la moglie del Principe Hitachi, fratello minore dell'Imperatore Akihito e secondo figlio dell'Imperatore Shōwa e dell'Imperatrice Kōjun.
È nota anche come Hanako di Hitachi o Hanako del Giappone.

## Primi anni di vita e formazione
Hanako Tsugaru è nata a Tokyo il 19 luglio 1940 ed è la quarta figlia del conte Yoshitaka Tsugaru, l'ultimo rappresentante del clan di Tsugaru e figlio adottivo del daimyō del dominio Tsugaru (oggi Hirosaki). Yoshitaka Tsugaru era originario dal ramo Owari del clan Tokugawa. Era inoltre un membro dell'aristocrazia creata dal rinnovamento Meiji, il Kazoku.
La madre, Hisako Mori, discendeva del clan Mōri e dell'ex daimyō del dominio di Chōshū della vecchia provincia di Nagato (oggi prefettura di Yamaguchi).
La principessa Hitachi discende dalla vecchia aristocrazia feudale. È cugina di secondo grado di una nipote di Kikuko, principessa Takamatsu, che era, come suo padre, discendente del clan Tokugawa. È anche cugina di secondo grado di Takamasa Ikeda, ex capo del clan di Ikeda e marito di sua cognata, Atsuko.
Hanako Tsugaru ha frequentato la prestigiosa scuola Gakushūin, una scuola per pari fondata allo scopo di educare i bambini della famiglia imperiale e dell'aristocrazia, la kuge. Nel 1961, si è laureata presso il collegio femminile dell'istituto.

## Matrimonio

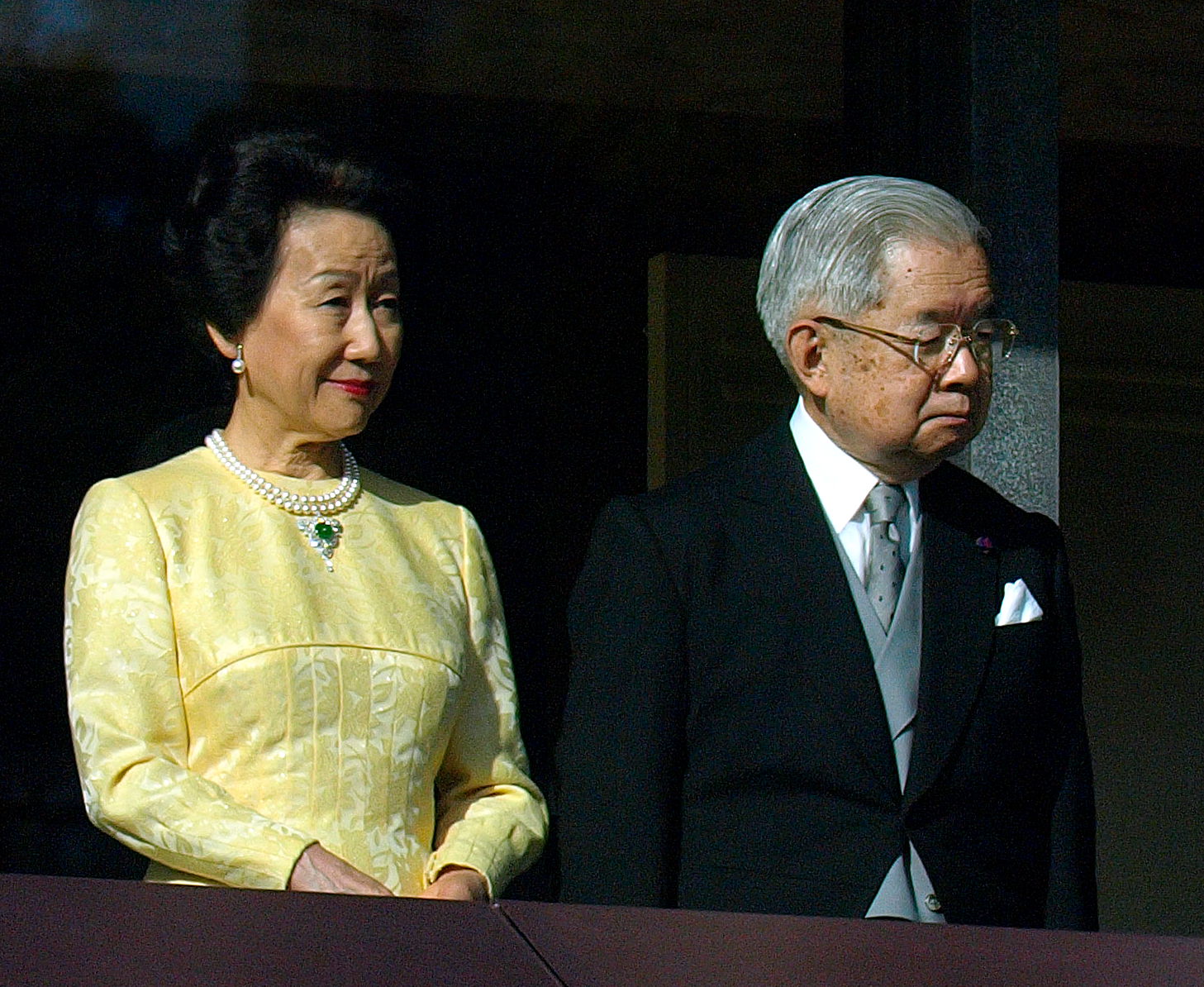
I principi alle celebrazioni del nuovo anno il 2 gennaio 2012.

Hanako ha incontrato il suo futuro marito, il principe Masahito, durante i suoi studi alla Gakushūin. Il 28 febbraio 1964, il Consiglio della Casa Imperiale ha annunciato il loro fidanzamento; la cerimonia si è tenuta il 14 aprile successivo. Il 30 settembre dello stesso anno, i due si sono sposati. Dopo il matrimonio, il principe Masahito ha ricevuto il titolo di Principe Hitachi (Hitachi-no-miya) e l'autorizzazione per formare un nuovo ramo della famiglia imperiale. Come vuole la tradizione, i coniugi hanno ricevuto un emblema personale che rappresenta un rododendro stilizzato. Non hanno avuto figli.
Dal dicembre del 1976, i principi Hitachi hanno la loro residenza ufficiale in un palazzo in un grande parco fuori Komazawadori, a Higashi, nel distretto di Shibuya della capitale.

## Servizio pubblico
La principessa Hitachi, come il marito, è stato eletta il 5 settembre 2007 dagli altri membri della famiglia imperiale per essere uno dei loro principali rappresentanti (ce ne sono due in totale) al Consiglio della Casa Imperiale. Sia i membri effettivi e che quelli di riserva, sono stati rieletti il 7 settembre 2011.
La principessa Hitachi è presidente di varie organizzazioni che si occupano di benessere e arte. Ha inoltre tradotto diversi libri per bambini dall'inglese al giapponese.

### Traduzioni
La principessa ha tradotto dall'inglese al giapponese i seguenti libri:
- The Eighty-Ninth Kitten di Eleanor Nilsson (pubblicato nel 1987);
- The Most Obedient Dog in the World di Anita Jeram (pubblicato nel 1996);
- It was Jake di Anita Jeram (pubblicato nel 1997);
- A Guide Dog Puppy Grows Up di Caroline Arnold (pubblicato nel 2001).

## Cariche onorifiche
- Membro del Consiglio della Casa Imperiale
- Presidente onoraria dell'Associazione giapponese dell'arte Ikebana
- Presidente onoraria della Società giapponese del welfare degli animali
- Presidente onoraria della Federazione equestre del Giappone
- Vicepresidente onoraria dell'Associazione delle donne nipponiche latino americane
- Vicepresidente onoraria della Società della croce rossa giapponese[4]